# Vanamõisa (Saue)
Vanamõisa – wieś w Estonii, w prowincji Harju, w gminie Saue.